# جونغ دو جون
جونگ دو جون (بالهانگل: 정도전 / بالهانجا: 鄭道傳) كما يعرف باسمه القلمي سامبونگ (بالهانگل: 삼봉). هو سياسي عاصر نهاية سلالة گوريو وبداية سلالة جوسون والتي ساهم في إنشائها. كان جونگ داعماً ومستشاراً للملك تايجو مؤسس جوسون. يعتبر جونگ المصمم لنظام الحكم في جوسون حيث وضع أسسها وأفكارها وقوانينها والتي استمرت لخمس قرون.

## النشاط

### كتاباته
- سامبونگجب (بالهانگل: 삼봉집 / بالهانجا: 三峯集).
- جوسون گيونگكجون (بالهانگل: 조선경국전 / بالهانجا: 朝鮮經國典).
- داي ميونگريول جوسون أوهاي (بالهانگل: 대명률조선어해 / بالهانجا: 大明律朝鮮語解).
- گيونگجي منگام (بالهانگل: 경제문감 / بالهانجا: 經濟文鑑).
- بلسِجابيون (بالهانگل: 불씨잡변 / بالهانجا: 佛氏雜辨).
- شِمُّنتشونداب (بالهانگل: 심문천답 / بالهانجا: 心問天答).
- شمگري (بالهانگل: 심기리 / بالهانجا: 心氣理).
- هاگجاجِنامدو (بالهانگل: 학자지남도 / بالهانجا: 學者指南圖).
- جنمايكدوگيول (بالهانگل: 진맥도결 / بالهانجا: 診脈圖結).
- گوريوغكسا (بالهانگل: 고려국사 / بالهانجا: 高麗國史).
- جنبوب (بالهانگل: 진법 / بالهانجا: 陣法).

## التصوير الحديث

### المسلسلات
- ظهر في مسلسل التأسيس في سنة 1983، وقام بأداء الدور كم هنگ گي.
- ظهر في مسلسل خمس مئة عام من جوسون - ملك قصر تشُدونگ في سنة 1983، وقام بأداء الدور إي هو جاي.
- ظهر في مسلسل دموع التنين في 1996~1998، وقام بأداء الدور كم هنگ گي.
- ظهر في مسلسل الرائي العظيم في 2012~2013، وقام بأداء الدور بايك سنگ هيون.
- ظهر في مسلسل جونگ دو جون في سنة 2014، وقام بأداء الدور تشو جاي هيون، وكانگ إي سوك.
- ظهر في مسلسل التنانين الستة في سنة 2015

### الأفلام
- ظهر في فلم القراصنة في سنة 2014، وقام بأداء الدور آن ناي سانگ.